# Grünbühl (Ludwigsburg)
Die Siedlung Grünbühl war von 1956 bis 2012 ein Stadtteil der Kreisstadt Ludwigsburg (heute Grünbühl-Sonnenberg).

## Geographische Lage
Grünbühl liegt südöstlich der Ludwigsburger Kernstadt auf dem sogenannten Langen Feld, einer Ebene im südwestlichen Neckarbecken.

## Geschichte
1935 wurde auf dem Großen Exerzierplatz, der sich überwiegend auf Kornwestheimer und Aldinger Gemarkung erstreckte, ein Militärlager unter dem Namen „Alter See“ errichtet und in den Folgejahren erweitert. Die Baracken dienten während des Zweiten Weltkriegs als Lager für französische Kriegsgefangene (Stalag V A), danach von 1945 bis 1947 als Internierungslager „Internment Camp 71“ für ehemalige NSDAP-Mitglieder. 1947 begann man auf Ludwigsburger Gemarkung Unterkünfte für Flüchtlinge zu bauen. 1950 entstand das Staatliche Wohnheim Aldingen-Neuheim, ein Jahr später auf Kornwestheimer Gemarkung ein Auswanderungslager. Alle drei Teile zusammen wurden Grünbühl genannt. 1956 erfolgte die Umgliederung nach Ludwigsburg, um die drei Wohnsiedlungen zu vereinen.
Am 1. Januar 2013 wurde der Stadtteil Grünbühl-Sonnenberg gegründet.

## Weblink
- Grünbühl im Ortslexikon bei Leo BW